# جيمس ن. فري
جيمس ن. فري (بالإنجليزية: James N. Frey)‏ (15 مارس 1943، سيراكيوز في الولايات المتحدة)؛ روائي أمريكي.